# 摇铃乡
摇铃乡，曾是中华人民共和国四川省广元市剑阁县曾经下辖的一个乡，2020年撤销。

## 行政区划
摇铃乡撤销前下辖以下地区：
黄林村、双碑村、山岭村、永安村、狮子村、楼房村和唐家村。